# 940 Kordula
940 Kordula, asteroid vanjskog glavnog pojasa. Otkrio ga je Karl Wilhelm Reinmuth, 10. listopada 1920.

## Vanjske poveznice
- Minor Planet Center